# EGO-WRAPPIN'
EGO-WRAPPIN'（エゴラッピン）は、日本の音楽ユニット。1996年、大阪で結成されたユニットで、メンバーはともに大阪府出身の中納良恵（Vo、作詞作曲）と森雅樹（G、作曲）。結成時から長らく関西を中心にクラブやライブハウスでの活動を続けていたが、現在は東京に拠点を置いている。
ユニット名の「EGO-WRAPPIN'」という言葉は、彼らが好きなアーティスト、デ・ラ・ソウルが、インタビューの中で「最近の若者はEGO-WRAPPIN'が多い」と発言しているのを聞いて付けた。インタビューでは「自分を出さない」という例えで使っていたが、二人は「エゴを包む」とも取れるこの言葉を気に入ってユニット名にした。
多様なジャンルをクロスオーバーしたサウンドで独自の音楽性を築き上げている。
活動は国内にとどまらず、ヨーロッパやアジアのフェスにも出演するなど海外でもライブ活動を行っている。

## 来歴
1996年、大阪で結成。大阪の「クラブ・ダウン」などでライブを行い注目を集めた。初代のマネージャーは山崎みしえる。森雅樹が大阪モード学園の友人にマネージャー探しを依頼。友人が山崎を紹介し森が当時、東心斎橋にあった山崎の事務所兼アパレル店を訪れた。結成当初はドラムなど他のメンバーもおり、他のバンドと兼務してメンバーもいたため主に調整役を依頼し山崎がこれを引き受けインディー時代のアルバムのレコーディング等を担当した。
1998年、1stアルバム『BLUE SPEAKER』でデビュー。
2000年9月2日、ミニ・アルバム『色彩のブルース』をリリース。このアルバムに収録された「色彩のブルース」が注目を集め、翌年「〜Midnight Dejavu〜 色彩のブルース」としてシングルカットされた。
2001年5月30日、ポリドールに自らのレーベル「Minor Swing」を立ち上げ、 メジャー第一弾となる2ndフルアルバム『満ち汐のロマンス』をリリース。同年11月28日、「色彩のブルース」がリミックスとリマスタリングされ、ライブツアー「満ち汐のロマンス」の音源と共に1stシングル「〜Midnight Dejavu〜色彩のブルース」としてリリース。 このMV撮影でも使われた鶯谷の東京キネマ倶楽部にて、「Midnight Dejavu」と題した年末ワンマンライヴを初敢行。
2002年7月、ドラマ『私立探偵 濱マイク』の主題歌に「くちばしにチェリー」が採用される。7月5日、同曲を含む3rdフルアルバム『Night Food』をリリース。7月24日、2ndシングルとしてシングルカットされた。
2004年9月8日、前作より約2年ぶりとなる4thフルアルバム『merry merry』をTOY'S FACTORYよりリリース。全国24ヶ所27公演のツアー「merry merry」を敢行。
2006年5月17日、5thフルアルバム『ON THE ROCKS!』をリリース（2曲目に収録されている「ニュースタイム」は、フジテレビTWOにおいて、番組と番組を繋ぐ合間曲として起用されている）。10月にはデンマーク、スウェーデンで行われた「Tokyo Sound Revolution」に参加し、初のヨーロッパ公演を行う。12月13日に結成10年という大きな節目として、NHKホールでライブ「"Midnight Dejavu" SPECIAL」を敢行。
このライブの模様を収めたLIVE DVDが2007年12月13日にリリースされる。2007年9月26日、中納良恵ソロとしての1stフルアルバム『ソレイユ』をリリース。
2008年7月9日、3rdシングル「GO ACTION」をリリース。ユニリーバ「AXE Dark temptation」CMソングとして使用され、テレビ朝日系『ミュージックステーション』にも出演。9月、上海でアジア各国のアーティストが集まるイベント「ARTLANDASIA」に日本代表として参加。10月15日、初のベスト・アルバム『ベストラッピン 1996-2008』をリリース。
2009年2月18日、 6thフルアルバム『EGO-WRAPPIN' AND THE GOSSIP OF JAXX』をリリース。このアルバムは「EGO-WRAPPIN' AND THE GOSSIP OF JAXX」名義でのリリースとなる。
2010年、BRAHMANと共に新レーベル「NOFRAMES」を立ち上げた。
2012年5月27日、テレビドラマ『家族のうた』で第7話に本人役で出演する。
2015年10月、東京と大阪でイギリスの姉弟妹3人組バンド、キティー・デイジー&ルイスと対バンツアーを開催。
2016年、バンド結成20周年を迎える。4月20日に2枚のオールタイムベスト盤とカバー盤をコンパイルした3枚組アルバム『ROUTE 20 HIT THE ROAD』をリリースし、それを記念したEGO-WRAPPIN' AND THE GOSSIP OF JAXXによる全国ツアーも開催。11月27日、東京・九段下の日本武道館で20周年記念ライブを開催。
2017年5月10日、スチャダラパーとのコラボ楽曲「ミクロボーイとマクロガール」を配信リリース。MVでは女優のんが主演を務める。
2017年8月、親交のある女優の満島ひかりからのオファーを受けて楽曲「群青」を提供。楽曲のプロデュースに加え、レコーディングでは演奏にも参加。中納はコーラスも担当した。

## メンバー
- 中納良恵（なかの よしえ、1974年2月28日（51歳） - ）ボーカル、ピアノ、作詞・作曲
  - 大阪府大東市出身。大阪府立大東高等学校[注 2]、同志社女子大学学芸学部音楽科ピアノ専攻卒業。
  - ユニットの他にソロ名義でも活動。また2000年にはソロプロジェクト「JUJU KNEIPP」（ジュジュ・クナイプ）として共同プロデュース&ドラムにLITTLE CREATURESの栗原務、ベースにNOISE ON TRASHの坂本勝彦を迎えたトリオ体制で活動。
  - 同志社大学軽音サークル「LOVE&FREE」出身。当初はキーボーディストで、EGO-WRAPPIN'で初めてヴォーカルをとった。
  - 大学を卒業後、中納の声に興味を持った岡山県のインディーズレーベルからCDを出そうという話になってバンド仲間を探していた時に一学年下ですでに音楽活動を始めていた森を紹介され、翌年EGO-WRAPPIN'を結成[10]。
  - 母親が教えていたので子供の頃からピアノにはなじんでいた。幼少期は八代亜紀、石川さゆり、都はるみなどの演歌やピンク・レディーを真似して歌っていた。大学の軽音サークルに入ってからブラックミュージック、ブラジル音楽、グランジなど様々な音楽を教えてもらい、バンドを組んでローリング・ストーンズ、エアロスミス、エコー&ザ・バニーメン、マイ・ブラッディ・ヴァレンタインなどをコピーしていた。森と出会った頃はタック&パティやフェアーグラウンド・アトラクションを聴いていた[8]。
- 森雅樹（もり まさき、1974年4月21日（51歳） - ）ギター、ドラム、作曲
  - 大阪府堺市出身。大阪市住吉区の成器高校（現大阪学芸高校）卒業。
  - 中納とは知人の紹介で出会った。ちょうど自身でもギターで曲を作り始めていろいろやってみたいと思っていたタイミングだった[8]。
  - 音楽のルーツはラップやブラック・コンテンポラリーで、メジャーなところではビズ・マーキーやRun-D.M.C.、マニアックなものではデフ・ジェフ（英語版）、サード・ベース（英語版）など。高校では友人のバンドのサポートドラマーのようなことをしていた。高校卒業後は洋服関係のデザイン学校に進み、ザ・ジャムやスタックス、モータウン系のソウルやR&Bなど、モッズカルチャーに根付いた音楽とファッションがリンクしたような音楽をよく聴いていた[8]。

### サポートメンバー

#### THE GOSSIP OF JAXX
THE GOSSIP OF JAXX（ザ・ゴシップ・オブ・ジャックス）は、大阪でのインディーズ時代から長らく活動を共にしてきたメンバーによるサポート・バンド。2009年には共同名義でアルバム（『EGO-WRAPPIN' AND THE GOSSIP OF JAXX』）をリリース。2018年12月のMidnight Dejavuライブ参加を最後に解散。
- 武嶋聡（S.Sax, T.Sax, Flute, Clarinet）
- ハタヤテツヤ（Piano）
- 真船勝博（B）
- 末房央（Dr, Perc）
- 川崎太一朗（Tp, Flugelhorn）

#### その他
- エマーソン北村（Key, Organ, TR-808）
- トウヤマタケオ（Piano）
- 中島ノブユキ（Piano）
- 牧智恵子（Piano）
- 生駒祐子（Accordion / mama!milk）
- 北村聡（Bandoneon）
- 鹿島達也（B）
- 清水恒輔（B, Contrabass / mama!milk）
- 田村玄一（Pedal Steel Guitar / KIRINJI、LITTLE TEMPO）
- ASA-CHANG（Dr / ASA-CHANG&巡礼）
- 菅沼雄太（Dr, Perc, G）
- 立岩健一（Perc）
- PYON中島（Perc）
- 後関好宏（A.Sax, B.Sax / ASA-CHANG&巡礼）
- 高山寮（B.Sax）
- 向井志門（A.Sax / オーサカ=モノレール）
- 市原大資（Tp / DETERMINATIONS）
- 絹原一寛（Tp）
- KOO（Tp / BLACK BOTTOM BRASS BAND）
- 島裕介（Tp, Flugelhorn）
- タブゾンビ（Tp / SOIL&"PIMP"SESSIONS）
- 山縣賢太郎（Tp / オーサカ=モノレール）
- 滝本尚史（Tb）
- 平石勝俊（Tb）
- 鈴木広志（Clarinet）
- 薮本浩一郎（Clarinet）
- 伊勢三木子（Violin）
- 波多野敦子（Cello）
- 平山織絵（Cello）
- 徳澤青弦ストリングス（Strings）

## 作品

### LP
| リリース日     | タイトル                                 |     |
| -------------- | ---------------------------------------- | --- |
| 1997年         | Calling me Remix                         | 12" |
| 1999年5月15日  | His choice of shoes is ill!              | 12" |
| 1999年11月12日 | SWING FOR JOY                            | 12" |
| 2000年11月11日 | 色彩のブルース                           | 12" |
| 2000年12月9日  | flowers                                  | 7"  |
| 2001年6月27日  | 満ち汐のロマンス                         | 12" |
| 2001年6月27日  | PARANOIA                                 | 7"  |
| 2001年11月28日 | 〜Midnight Dejavu〜 色彩のブルース       | 12" |
| 2002年8月28日  | くちばしにチェリー                       | 10" |
| 2002年8月28日  | NIGHT FOOD                               | 12" |
| 2005年2月11日  | merry merry                              | 12" |
| 2005年2月11日  | TRACK SCORCHER remixed by Naoyuki Uchida | 12" |
| 2005年2月11日  | BUZZ TRACKS remixed by icchie            | 12" |
| 2010年5月19日  | SURE SHOT                                | 7"  |
| 2010年7月7日   | BRAND NEW DAY／love scene                | 7"  |

### 参加楽曲
| リリース日     | 曲名 | 初収録された作品 |
| -------------- | --- | --- |
| 1998年3月4日   | 「Disney Girls」 | 『フジテレビ系ドラマオリジナルサウンドトラック「きらきらひかる」』                                                     |
| 2000年11月22日 | SAMBA DE ORFEU（BLACK SUNDAY） | Various Artists『Ska Stock〜Tribute To The Skatalites〜』                                                              |
| 2001年9月19日  | THEME 2 野良猫のテーマ（meets EGO-WRAPPIN'） | こだま和文『ピストルオペラ』                                                                                           |
| 2003年3月17日  | SYMPATHY FOR THE DEVIL / Double Famous + （中納良恵 EGO-WRAPPIN' | Various Artists『IT'S ONLY ROCK'N ROLL（BUT WE LIKE IT LOVE）』                                                        |
| 2005年5月25日  | ナイフ feat. 中納良恵 of EGO-WRAPPIN' | 半野喜弘『Angelus』 |
| 2005年10月26日 | かつて...。 | Various Artists『須永辰緒の夜ジャズ -Jazz Allnighters- No.2』                                                          |
| 2005年11月2日  | Dear Prudence / 中納良恵 | Various Artists『りんごの子守唄（赤盤）』                                                                              |
| 2005年12月14日 | ア・ラヴ・ソング from EGO-WRAPPIN' | SFKUaNK !!『SFKUaNK !!』                                                                                               |
| 2009年9月2日   | 蘇州夜曲 / EGO-WRAPPIN' with LITTLE TEMPO | LITTLE TEMPO『リトルテンポ 祝十五周年記念 真夏のワイワイ祭りスペシャル 日比谷野外大音楽堂ライブ』                      |
| 2009年9月2日   | GUNS OF NAVARON / EDDIE "TAN TAN" THORNTON、icchie、こだま和文 、YOSSY、森雅樹（EGO-WRAPPIN'K）、 Kenji Suzuki a.k.a. Kenji Jammer、The K、dj KENTARO with LITTLE TEMPO | LITTLE TEMPO『リトルテンポ 祝十五周年記念 真夏のワイワイ祭りスペシャル 日比谷野外大音楽堂ライブ』                      |
| 2009年9月2日   | 東京ドドンパ娘 / PUSHIM & 中納良恵（EGO-WRAPPIN'） & Likkle Mai with LITTLE TEMPO                                                                                       | LITTLE TEMPO『リトルテンポ 祝十五周年記念 真夏のワイワイ祭りスペシャル 日比谷野外大音楽堂ライブ』                      |
| 2009年9月2日   | AFRICAN LULLABY / EGO-WRAPPIN' with LITTLE TEMPO | LITTLE TEMPO『リトルテンポ 祝十五周年記念 真夏のワイワイ祭りスペシャル 日比谷野外大音楽堂ライブ』                      |
| 2006年6月21日  | ヴェルモット・フラワーズ | 勝手にしやがれ+EGO-WRAPPIN'『ヴェルモット・フラワーズ』                                                                |
| 2010年1月27日  | 北風小僧の寒太郎 / 中納 良恵（EGO-WRAPPIN'） + ASA-CHANG | 『にほんのうた 第四集』                                                                                                |
| 2010年2月3日   | 笑う太陽 （Feat.中納良恵 From EGO-WRAPPIN'） | Various Artists『LUPIN THE THIRD 〜the Last Job〜』                                                                    |
| 2010年3月10日  | ルパン三世・愛のテーマ / EGO-WRAPPIN' AND THE GOSSIP OF JAXX | Various Artists『Club Jazz Digs Lupin The Third』                                                                      |
| 2011年2月9日   | みずいろの雨 / TOKYO No.1 SOUL SET+中納良恵（EGO-WRAPPIN'） | TOKYO No.1 SOUL SET『全て光』                                                                                          |
| 2011年5月25日  | あの日の絵画 Featuring 中納良恵（from EGO-WRAPPIN'） | Yuji Ohno & Lupintic Five『LET'S DANCE』                                                                               |
| 2011年5月25日  | ルパン三世のテーマ Featuring 中納良恵（from EGO-WRAPPIN'） | Yuji Ohno & Lupintic Five『LET'S DANCE』                                                                               |
| 2011年5月25日  | Love Squall Featuring 中納良恵（from EGO-WRAPPIN'） | Yuji Ohno & Lupintic with Friends『ルパン三世『血の刻印』-永遠のmermaid- オリジナル・サウンドトラックEternal Mermaid』 |
| 2012年3月21日  | あの日にかえりたい feat.中納良恵 SWEET MEMORIES feat.中納良恵 | TICO & icchie『青春レゲエ』                                                                                            |
| 2012年3月21日  | 縦書きの雨 feat.中納良恵 | 東京スカパラダイスオーケストラ『Walkin'』                                                                              |
| 2013年3月13日  | HEAT feat. EGO-WRAPPIN' | PUSHIM『It's A DRAMA』                                                                                                 |
| 2013年11月20日 | オーサカ・ブルース feat. 中納良恵（EGO-WRAPPIN'） | 松浦俊夫 PRESENTS HEX『HEX』                                                                                           |
| 2015年9月16日  | 別の人間 feat. 中納良恵（EGO-WRAPPIN'） | tofubeats『POSITIVE』                                                                                                  |
| 2017年2月1日   | PELNOD feat.中納良恵 | Campanella『PELNOD feat.中納良恵』                                                                                     |
| 2017年6月7日   | ミクロボーイとマクロガール | スチャダラパーとEGO-WRAPPIN'(配信およびアナログ7インチのみ)                                                            |
| 2017年11月8日  | 金曜日の夢 〜朝か夜かの物語〜（※中納良恵のみ参加） | さくらももこ×来生たかお『One Week』                                                                                    |
| 2023年10月4日  | ハッピー☆ブギ（※中納良恵のみ参加） | 中納良恵・さかいゆう・趣里（配信およびCDおよびアナログ）                                                               |
| 2023年11月15日 | ハッピー☆ブギ（※中納良恵のみ参加） | 中納良恵・さかいゆう・趣里（配信およびCDおよびアナログ）                                                               |
| 2023年11月22日 | ハッピー☆ブギ（※中納良恵のみ参加） | 中納良恵・さかいゆう・趣里（配信およびCDおよびアナログ）                                                               |
| 2024年12月18日 | プラットホーム（※中納良恵のみ参加） | Various Artists『Salyu 20th Anniversary Tribute Album "grafting"』                                                     |

## ミュージックビデオ
| 監督       | 曲名 |
| UGICHIN    | 「カサヴェテス」 |
| ELECROTNIK | 「天国と白いピエロ」 |
| 甲斐田祐輔 | 「ソレイユ（中納良恵）」「あしながのサルヴァドール」「admire」                                                           |
| 喜田夏記   | 「ヴェルモット・フラワーズ（勝手にしやがれ＋EGO-WRAPPIN'）」                                                             |
| 北岡一哉   | 「BRAND NEW DAY」「NERVOUS BREAK DOWN」「Wherever You May Be」「サイコアナルシス」「女根の月」「色彩のブルース」「方舟」 |
| 小島央大   | 「オリオン座」「Dear My Dear」「あなたを」「待ち空 feat. 折坂悠太」（中納良恵）                                          |
| 園田俊郎   | 「〜Midnight Dejavu〜色彩のブルース」                                                                                    |
| 丹下紘希   | 「WE ARE HERE（BRAHMAN / EGO-WRAPPIN'）」                                                                                |
| 中村浩紀   | 「だるい」 |
| 番場秀一   | 「Mother Ship」「くちばしにチェリー」「カサヴェテス （2005東京キネマ倶楽部Ver.）」                                       |
| BetaLand   | 「マンホールシンドローム」                                                                                               |
| マサオ     | 「GO ACTION」 |
| 山口保幸   | 「濡れない雨（中納良恵）」                                                                                               |

## タイアップ一覧
| 使用年       | 曲名                                                | タイアップ                                                                                  |
| ------------ | --------------------------------------------------- | ------------------------------------------------------------------------------------------- |
| EGO-WRAPPIN' |                                                     |                                                                                             |
| 2001年       | サイコアナルシス                                    | NHK-FM『ミュージック・スクエア』2001年6・7月度エンディングテーマ                            |
| 2001年       | サイコアナルシス                                    | 映画『ピストルオペラ』オープニングテーマ                                                    |
| 2001年       | 野良猫のテーマ                                      | 映画『ピストルオペラ』主題歌                                                                |
| 2002年       | 〜Midnight Dejavu〜 色彩のブルース                  | 日本テレビ系D-TODAY『東京ぬけ道ガール』主題歌                                               |
| 2002年       | くちばしにチェリー                                  | 読売テレビ・日本テレビ系ドラマ『私立探偵 濱マイク』主題歌                                   |
| 2008年       | GO ACTION                                           | ユニリーバ・ジャパン「AXE Dark temptation」CMソング                                         |
| 2014年       | Neon Sign Stomp                                     | テレビ東京系ドラマ24『リバースエッジ 大川端探偵社』主題歌                                   |
| 2014年       | 太陽哀歌                                            | テレビ東京系ドラマ24『リバースエッジ 大川端探偵社』劇中歌                                   |
| 2014年       | サニーサイドメロディー                              | テレビ東京系ドラマ24『リバースエッジ 大川端探偵社』エンディングテーマ                       |
| 2016年       | That's What I Need                                  | テレビ東京系ドラマ『吉祥寺だけが住みたい街ですか?』エンディングテーマ                       |
| 2018年       | 老いぼれ犬のセレナーデ                              | J:COMプレミアチャンネル 池波正太郎時代劇スペシャル「雨の首ふり坂」劇中歌                    |
| 2019年       | 裸足の果実                                          | テレビ東京系ドラマ24『フルーツ宅配便』オープニングテーマ                                    |
| 2019年       | CAPTURE                                             | テレビアニメ『歌舞伎町シャーロック』オープニングテーマ                                      |
| 2021年       | サイコアナルシス                                    | NHK総合 ドラマ10『オリバーな犬、 (Gosh!!) このヤロウ』オープニングテーマ                    |
| 2021年       | The Hunter                                          | NHK総合 ドラマ10『オリバーな犬、 (Gosh!!) このヤロウ』主題歌                                |
| 2025年       | Move on up                                          | NHK大阪放送局『ほっと関西』オープニングテーマ                                               |
| 中納良恵     |                                                     |                                                                                             |
| 2011年       | Love Squall Featuring 中納良恵（from EGO-WRAPPIN'） | 日本テレビ系金曜特別ロードショー『ルパン三世 血の刻印 〜永遠のMermaid〜』エンディングテーマ |
| 2016年       | song of the sea                                     | アニメ映画『ソング・オブ・ザ・シー 海のうた』日本語版テーマソング                           |

## ヘビーローテーション/パワープレイ

### テレビ
| 放送年 | 曲名             | ヘビーローテーション/パワープレイ         |
| ------ | ---------------- | ----------------------------------------- |
| 2001年 | サイコアナルシス | スペースシャワーTV 2001年5月度POWER PUSH! |

## 出演

### テレビドラマ
- 家族のうた 第7話（2012年5月27日、フジテレビ） - ゲスト出演[27]
- トットてれび（2016年04月30日、NHK総合） - 笠置シヅ子役（中納）

### 映画
- スーパーローカルヒーロー（2015年3月21日公開）[28]

### 劇場アニメ
- 「ソング・オブ・ザ・シー 海のうた」（2016年8月20日） - ブロナー 役（中納）

### CM
- 江崎グリコ（2011年7月20日 - /2013年1月・3月）[29]
- カゴメ「カゴメトマトジュースPREMIUM」解禁篇（2014年8月 -　） - 歌唱（中納のみ）[30]
- スバル「エクシーガ クロスオーバー7」「Life Design SUV」篇（2015年5月 -） - BGMとしてカーディガンズ「カーニヴァル」を歌唱。（中納のみ）[注 5]
- キリンビバレッジ「キリン 午後の紅茶」TVCM「午後の紅茶 ひとやすみ 17春」編（2017年4月21日 - ） - 「とんちんかんちん一休さん」を歌唱（中納のみ）[31]
- 山陰中央新報 140周年CM（2022年8月 - ） - ナレーション（中納のみ）[32]

## 受賞歴
- 2002年
  - 第34回ザテレビジョンドラマアカデミー賞 主題歌賞（「くちばしにチェリー」､ドラマ『私立探偵 濱マイク』主題歌）[33]

## 主なライブ

### ワンマンライブ・主催イベント
- 2000年 - 「色彩のブルース」リリースツアー
- 2001年 - ライヴツアー「満ち汐のロマンス」
- 2002年 - LIVE TOUR「Night Food」
- 2003年12月21日 - Midnight Dejavu 2003
- 2004年 - live tour「merry merry」
- 2004年12月23日 - Midnight Dejavu 2004
- 2005年12月23日 - Midnight Dejavu 2005
- 2006年 - live tour「ON THE ROCKS」
- 2006年12月13日〜27日 - Midnight Dejavu 2006
- 2007年 - Nakano Yoshie live tour “Soleil”
- 2007年12月21日〜24日 - Midnight Dejavu 2007
- 2008年 - EGO-WRAPPIN' Live Tour "THAT'S THE SHOWTIME"
- 2008年12月19日〜22日 - Midnight Dejavu 2008
- 2009年 - EGO-WRAPPIN' AND THE GOSSIP OF JAXX live tour "Station"
- 2010年 - TOY'S FACTORY presents BRAHMAN/EGO-WRAPPIN' Special Live SURE SHOT
- 2010年 - EGO-WRAPPIN' AND THE GOSSIP OF JAXX “デッドヒート”ツアー
- 2011年 - EGO-WRAPPIN' "CLAP YOUR HANDS" tour
- 2012年 - EGO-WRAPPIN' "Baby, Come on home" tour
- 2012年 - EGO-WRAPPIN' live "Dance Dance Dance"
- 2013年 - EGO-WRAPPIN' 8th ALBUM「steal a person's heart」tour
- 2014年11月17日〜29日 - EGO-WRAPPIN' 2014 TOUR「ニューロマンサー 黄金色の夢奏家たち」
- 2014年12月19日〜27日 - Midnight Dejavu
- 2015年04月12日・05月08日 - HALL LOTTA LOVE 〜ホールに溢れる愛を〜
- 2015年07月04日・08月02日 - Dance, Dance, Dance
- 2015年12月19日〜26日 - Midnight Dejavu

### 出演イベント
「※」は「EGO-WRAPPIN' AND THE GOSSIP OF JAXX」名義での出演。